# Barrie Colts

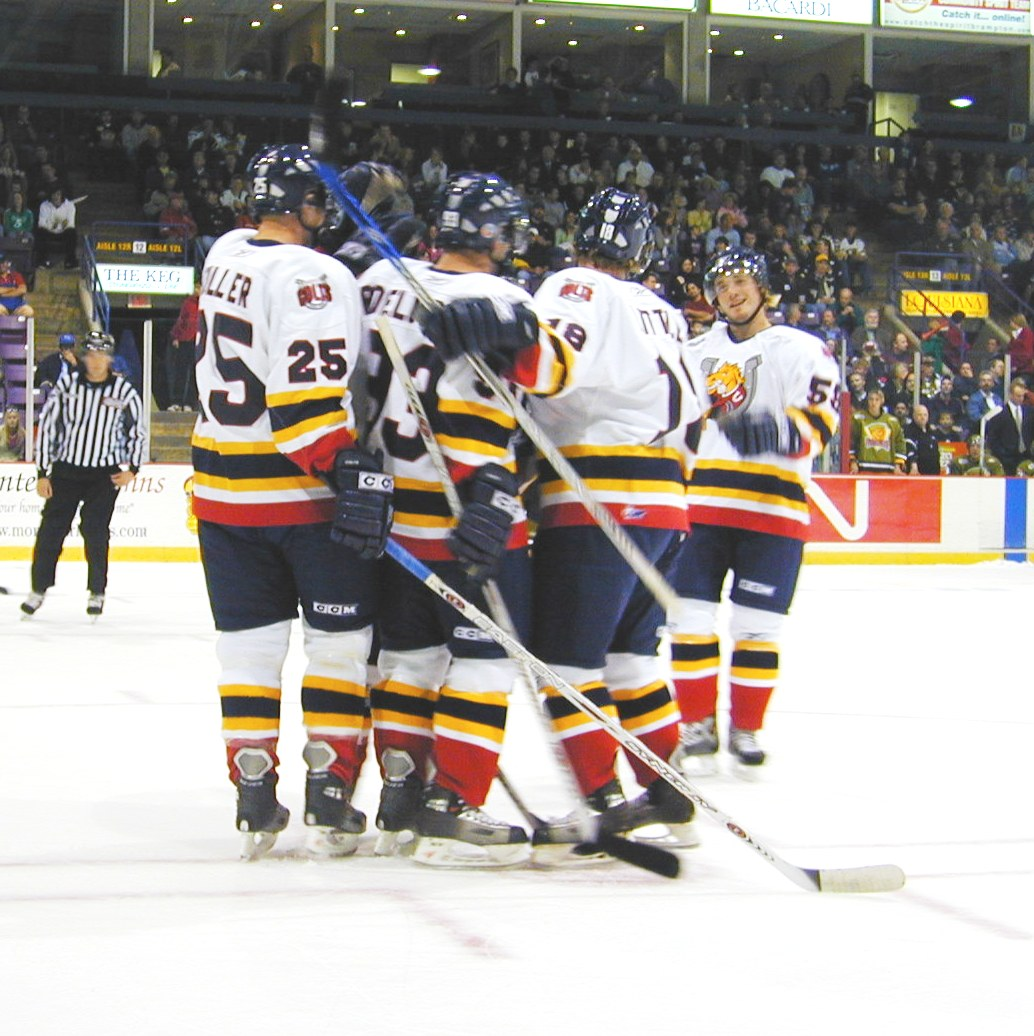

Barrie Colts é uma equipe júnior de hóquei no gelo da Ontario Hockey League, com sede em Barrie, Ontário, Canadá.